# Bogusław Widawski
Bogusław Widawski (ur. 23 lutego 1934 we Lwowie, zm. 8 lutego 1986 w Lublińcu) – polski piłkarz, obrońca.
Był ligowym piłkarzem Polonii Bytom. W jej barwach w 1954 został mistrzem Polski. W reprezentacji Polski wystąpił tylko raz, w rozegranym 21 czerwca 1959 spotkaniu z Izraelem, które Polska wygrała 7:2.
W 1961 w Gliwicach, prowadząc swój samochód, potrącił ze skutkiem śmiertelnym 60–letniego mężczyznę.